# Antoine V. de Gramont

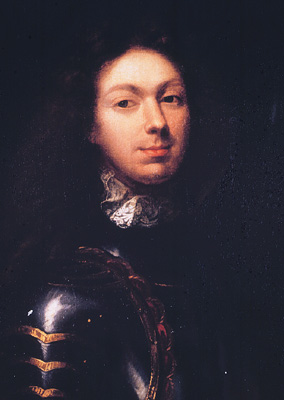
Antoine V de Gramont
Öl auf Leinwand (0,75 m × 0,60 m) im Museum Gramont in Bayonne

Antoine V. de Gramont (* Januar 1671 auf Château de Gramont, Viellenave-sur-Bidouze, Basse-Navarre; † 16. September 1725 ebenda) war ein französischer Offizier, Feldherr und Diplomat. Er war Herzog von Guiche, 4. Herzog von Gramont und seit 1724 Maréchal de France.

## Leben
Er war der Sohn von Antoine Charles de Gramont dem 3. Herzog von Gramont. Seine militärische Karriere begann, als er im Alter von dreizehn Jahren bei den königlichen Musketieren eintrat. Am 13. März 1687 heiratete er Marie Christine de Noailles (1672–1748), Tochter von Anne Jules de Noailles, 2. Herzog von Noailles.
Am Pfälzischen Erbfolgekrieg (1688–1697) nahm de Gramont teil. Im Jahre 1688 war er an der Belagerung von Philippsburg beteiligt, wo er das Kapitulationsangebot der Belagerten entgegennahm. Er kämpfte in der Schlacht bei Walcourt, in der sein Pferd unter ihm erschossen wurde, sowie er in der Schlacht bei Fleurus (1690), bei Lüttich, in der Schlacht bei Leuze, der Belagerung von Namur, bei Tongres, der Belagerung von Huy (Belgien), der Schlacht bei Neerwinden, und der Belagerung von Charleroi (1693). Im Jahre 1694 wurde er zum Maréchal de camp befördert.
1696 wurde er im Dienst von Maréchal Nicolas de Catinat, und von Maréchal Louis-François de Boufflers zum Mestre de camp général der Dragoner ernannt.
Er nahm ebenfalls am Spanischen Erbfolgekrieg (1701–1714) teil. 1702 folgte seine Ernennung zum  Colonel général der Dragoner und 1705 seine Berufung zum Gesandten am Hof von Philipp V. von Spanien. 1706 nahm er an der Schlacht bei Ramillies teil, gehörte bei der Belagerung von Lille (1708) zur Besatzung der Festung  und wurde in der Schlacht bei Malplaquet verwundet.
1712 wurde er Lieutenant général von Bayonne und Lieutenant général und Gouverneur von Navarre und Béarn. 1713 kämpfte er bei der Belagerung von Landau. 1715 wurde er Mitglied des Conseil de la Guerre, der während der Zeit der Régence eingerichtet worden war. Beim Tod seines Vaters im Jahre 1720 beerbte er diesen als Duc de Gramont.
Er war einer der acht Direktoren der Compagnie française des Indes orientales (Französische Fernöstlich-Indische Kompanie).
Von 1704 bis 1717 war er «Colonel général des Gardes-Françaises»
Im Jahre 1724 wurde er zum Marschall von Frankreich ernannt und starb ein Jahr später auf seinem Schloss.